# Rob Simmons
Robert A. Simmons (Theodore, 19 aprile 1989) è un rugbista a 15 australiano, che gioca come seconda linea nei London Irish in English Premiership.

## Biografia
Nativo del Queensland, entrò a 19 anni nella franchise dei Reds con cui esordì nel 2009 disputando due incontri in stagione; al termine della stagione successiva fu selezionato dal C.T. della Nazionale australiana Robbie Deans, che lo volle in campo nell'incontro d'apertura del Tri Nations 2010 a Brisbane contro il Sudafrica, impressionato dalla performance che il giocatore aveva dato in Super 14 contro gli Stormers.
Divenuto quindi titolare fisso in Nazionale, l'anno successivo, dopo avere vinto il Super Rugby con i Reds, si aggiudicò il Tri Nations 2011 e alla Coppa del Mondo di rugby 2011 in Nuova Zelanda giunse terzo assoluto con gli Wallabies.
L'ex capitano australiano John Eales, due volte campione del mondo, sostenne che la chiave della prima vittoria assoluta dei Reds nel Super Rugby fosse dovuta alla supremazia nelle touche, nelle quali Simmons durante il torneo la fece a suo dire da padrone, comportandosi con autorità e guidando il suo reparto alla conquista di utili palloni.
Fu, ancora, nella rosa della Nazionale australiana che prese parte alla Coppa del Mondo di rugby 2015, al termine della quale gli Wallabies giunsero secondi dietro la finalista vincente Nuova Zelanda.
Nella partita inaugurale del Super Rugby 2017 contro gli Sharks, Simmons raggiunse le 100 presenze in Super Rugby tutte effettuate con la maglia dei Reds.
Durante l'estate del 2017 annunciò il suo trasferimento ai Waratahs.

## Palmarès
- Super Rugby: 1
Reds: 2011